# 1416
1416 (MCDXVI) je bilo prestopno leto, ki se je po julijanskem koledarju začelo na sredo.

## Dogodki
- 1. januar

## Smrti
- 27. februar - Eleanora Kastiljska, navarska kraljica (* 1363)
- 21. maj - Ana Celjska, poljska kraljica (* 1386)
- 15. junij - Ivan Valoiški, francoski princ, vojvoda Berryja in Auvergneja, grof Poitiersa (* 1340)
- 31. december - Art MacMorrough, irski kralj Leinsterja (* 1357)
- Hrvoje Vukčić Hrvatinić, hrvaški ban, bosanski nadvojvoda, splitski vojvoda (* 1350)
- Julijana iz Norwicha, angleška mistikinja, teologinja, svetnica (* 1342)
- Tomaž III., markiz Saluzza (* 1356)
- Wang Fu, kitajski slikar (* 1362)